# Syzygium formosanum
Syzygium formosanum là một loài thực vật có hoa trong Họ Đào kim nương. Loài này được (Hayata) Mori miêu tả khoa học đầu tiên năm 1938.